# جيمي هيل (لاعب كرة قدم)
جيمي هيل (بالإنجليزية: Jimmy Hill)‏ (31 أكتوبر 1935 في المملكة المتحدة - ) هو مدرب كرة قدم ولاعب كرة قدم أيرلندي شمالي في مركز جناح ‏. شارك مع منتخب إيرلندا الشمالية لكرة القدم من الدرجة الثانية ‏ ومنتخب أيرلندا الشمالية لكرة القدم. أما مع النوادي، فقد لعب مع بورت فايل وديري سيتي ونادي إيفرتون ونادي لينفيلد ونورويتش سيتي ونيوكاسل يونايتد وCarrick Rangers F.C. ‏.

## وصلات خارجية
- جيمي هيل على موقع قاعدة بيانات كرة القدم.إي يو (الإنجليزية)
- جيمي هيل على موقع ناشيونال فوتبول تيمز (الإنجليزية)